# Bahnstrecke Kamienna Góra–Okrzeszyn
| |                      |                                            |                                    |
| Streckennummer: | 330 (D 29)           |                                            |                                    |
| Kursbuchstrecke: | 129m (1934)          |                                            |                                    |
| Streckenlänge: | 21,571 km            |                                            |                                    |
| Spurweite: | 1435 mm (Normalspur) |                                            |                                    |
| |                      |                                            |                                    |
| \| \| \| von Sędzisław \| \| \| \| 0,00 \| Kamienna Góra früher Landeshut (Schles) \| 450 m \| \| \| \| nach Lubawka und nach Jelenia Góra \| \| \| \| 1,663 \| Czadrówek früher Klein Zieder \| Czadrówek früher Klein Zieder \| \| \| 4,775 \| Czadrów früher Ober Zieder \| Czadrów früher Ober Zieder \| \| \| 7,523 \| Krzeszów früher Grüssau \| 470 m \| \| \| \| Anschluss Kiesgrube \| \| \| \| 11,631 \| Jawiszów früher Kleinhennersdorf \| Jawiszów früher Kleinhennersdorf \| \| \| 14,693 \| Chełmsko Śląskie früher Schömberg (Schles) \| 510 m \| \| \| \| Scheitelpunkt \| 550 m \| \| \| 19,686 \| Uniemyśl früher Berthelsdorf \| 510 m \| \| \| 21,571 \| Okrzeszyn früher Albendorf \| 480 m \| \| \| \| \| \| \| Quellen: [1][2] \| \| \| \| |                      |                                            |                                    |
| Strecke |                      | von Sędzisław                              | von Sędzisław                      |
| Bahnhof | 0,00                 | Kamienna Góra früher Landeshut (Schles)    | 450 m                              |
| Abzweig ehemals geradeaus und nach rechts |                      | nach Lubawka und nach Jelenia Góra         | nach Lubawka und nach Jelenia Góra |
| Haltepunkt / Haltestelle (Strecke außer Betrieb) | 1,663                | Czadrówek früher Klein Zieder              | Czadrówek früher Klein Zieder      |
| Haltepunkt / Haltestelle (Strecke außer Betrieb) | 4,775                | Czadrów früher Ober Zieder                 | Czadrów früher Ober Zieder         |
| Bahnhof (Strecke außer Betrieb) | 7,523                | Krzeszów früher Grüssau                    | 470 m                              |
| Abzweig geradeaus und nach links (Strecke außer Betrieb) |                      | Anschluss Kiesgrube                        | Anschluss Kiesgrube                |
| Haltepunkt / Haltestelle (Strecke außer Betrieb) | 11,631               | Jawiszów früher Kleinhennersdorf           | Jawiszów früher Kleinhennersdorf   |
| Bahnhof (Strecke außer Betrieb) | 14,693               | Chełmsko Śląskie früher Schömberg (Schles) | 510 m                              |
| Kulminations-/Scheitelpunkt (Strecke außer Betrieb) |                      | Scheitelpunkt                              | 550 m                              |
| Haltepunkt / Haltestelle (Strecke außer Betrieb) | 19,686               | Uniemyśl früher Berthelsdorf               | 510 m                              |
| Kopfbahnhof Streckenende (Strecke außer Betrieb) | 21,571               | Okrzeszyn früher Albendorf                 | 480 m                              |
| |                      |                                            |                                    |
| Quellen: |                      |                                            |                                    |

Die Bahnstrecke Kamienna Góra–Okrzeszyn (ehemals Ziedertalbahn, benannt nach dem Fluss Zieder, dessen Verlauf sie folgte) war eine Kleinbahn in Niederschlesien im heutigen Polen. Sie verlief ausgehend von Kamienna Góra (Landeshut) über Krzeszów (Grüssau) nach Okrzeszyn (Albendorf).

## Geschichte
Die Strecke wurde am 3. Oktober 1899 eröffnet und nahm ihren Ausgang in der schlesischen Kreisstadt Landeshut am Bober. Von dort führte die Bahn im Ziedertal aufwärts zu dem Wallfahrtsort Grüssau. Die normalspurige Strecke war fast 22 km lang und stieg längs des Rabengebirges weiter in südlicher Richtung bis zum Endpunkt Albendorf stetig an.
Die Kleinbahn gehörte der am 12. Juli 1898 durch den Eisenbahnunternehmer Herrmann Bachstein und einige örtliche Fabrikunternehmer gegründeten Ziederthal-Eisenbahn-Gesellschaft AG. Die Betriebsführung übernahm die zum Bachstein-Konzern gehörende Centralverwaltung für Secundairbahnen Herrmann Bachstein.
Nach dem Übergang an Polen als Folge des Zweiten Weltkriegs wurde die Bahnstrecke 1945 verstaatlicht. Der Personenverkehr wurde am 1. Januar 1954 eingestellt. Am 1. Januar 1959 endete auch der Güterverkehr bis Okrzeszyn (Albendorf). Bis 1987 verkehrten noch Güterzüge bis Chełmsko Śląskie (Schömberg). Am 1. Januar 1992 wurde dann auch die Reststrecke bis Krzeszów (Grüssau) endgültig aufgegeben. Ein Abbau der Gleisanlagen erfolgte bis heute jedoch nur teilweise.

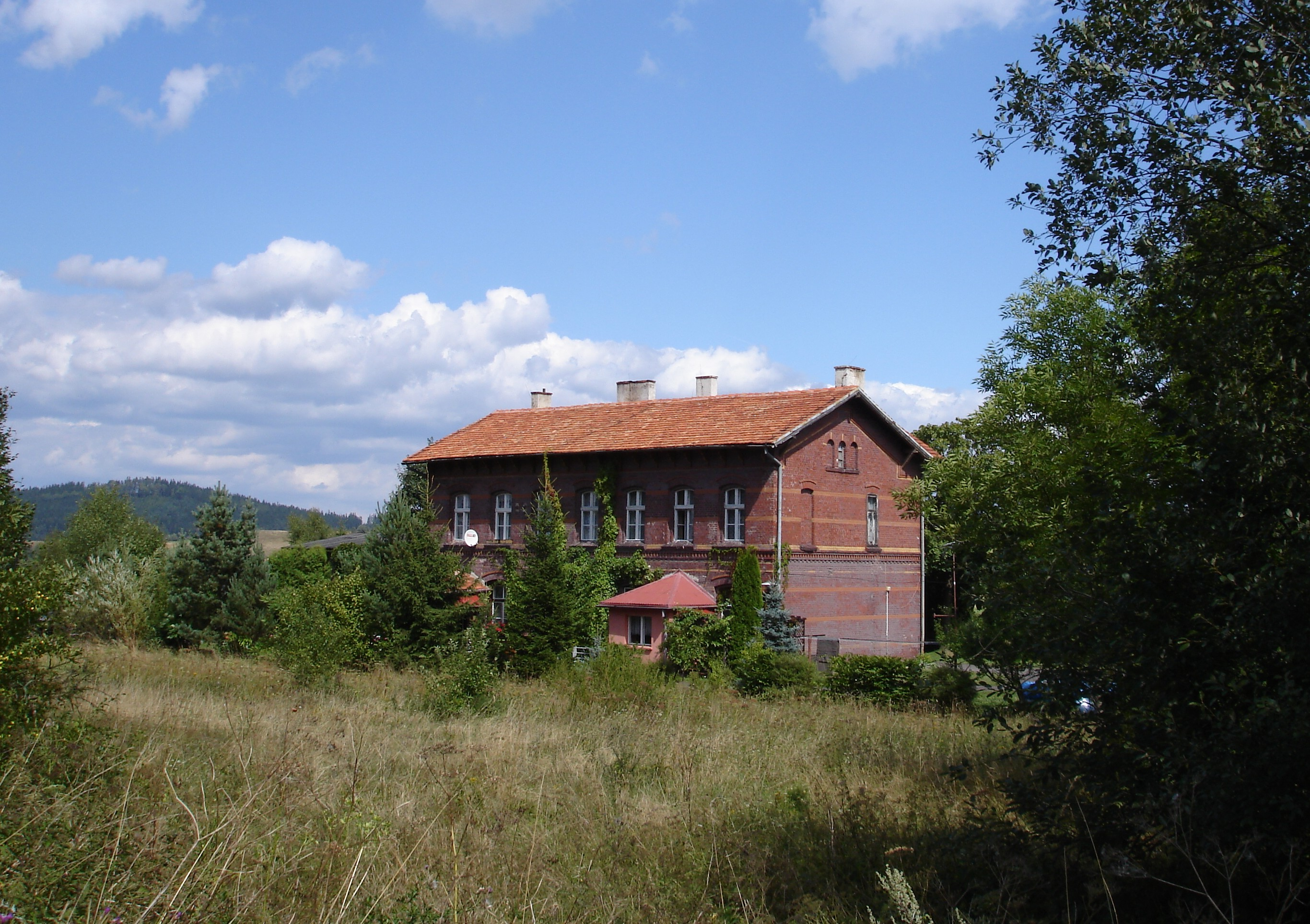
Ehemaliger Bahnhof Chełmsko Śląskie (2008)
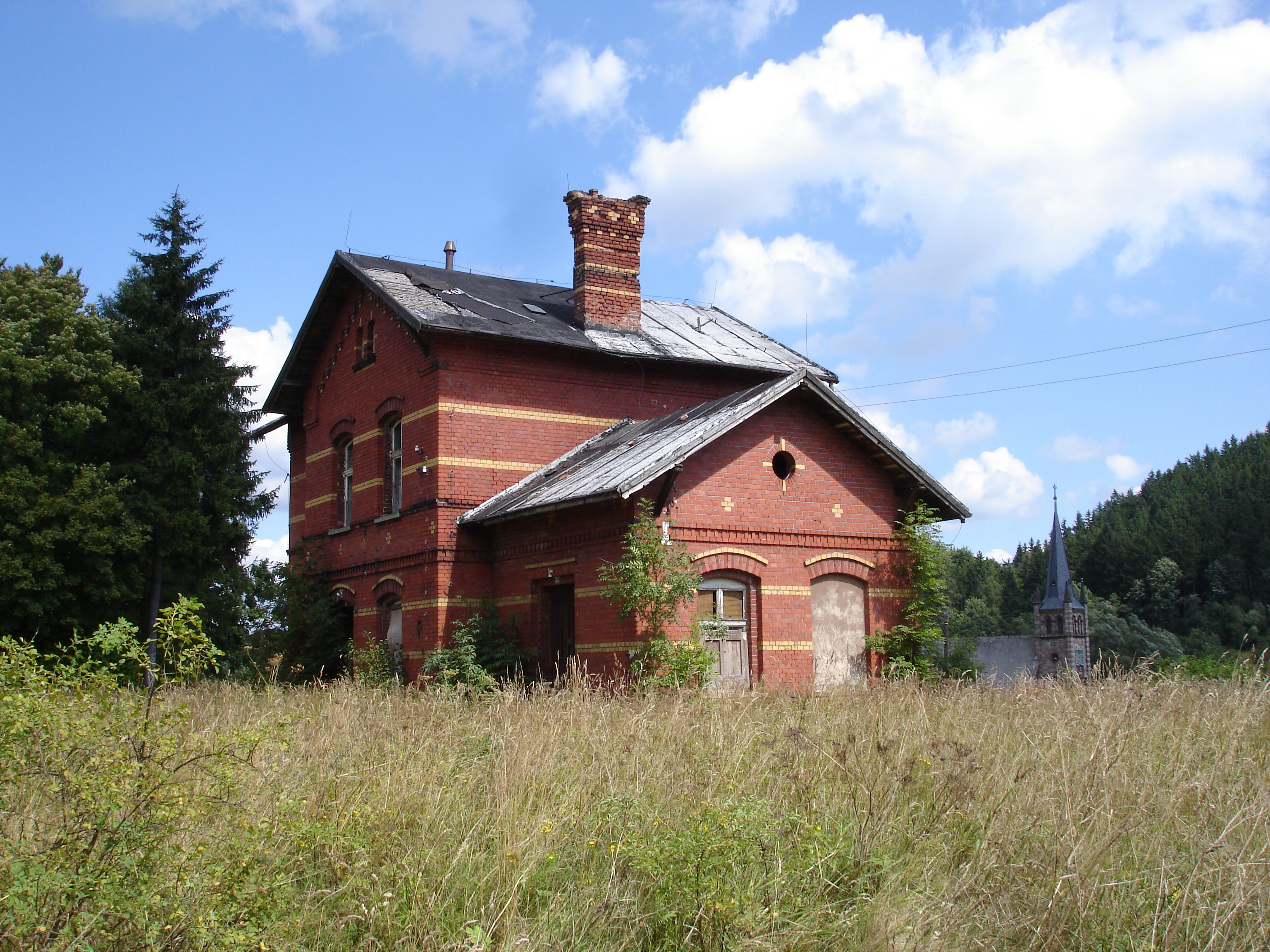
Ehemaliger Bahnhof Okrzeszyn (2008)
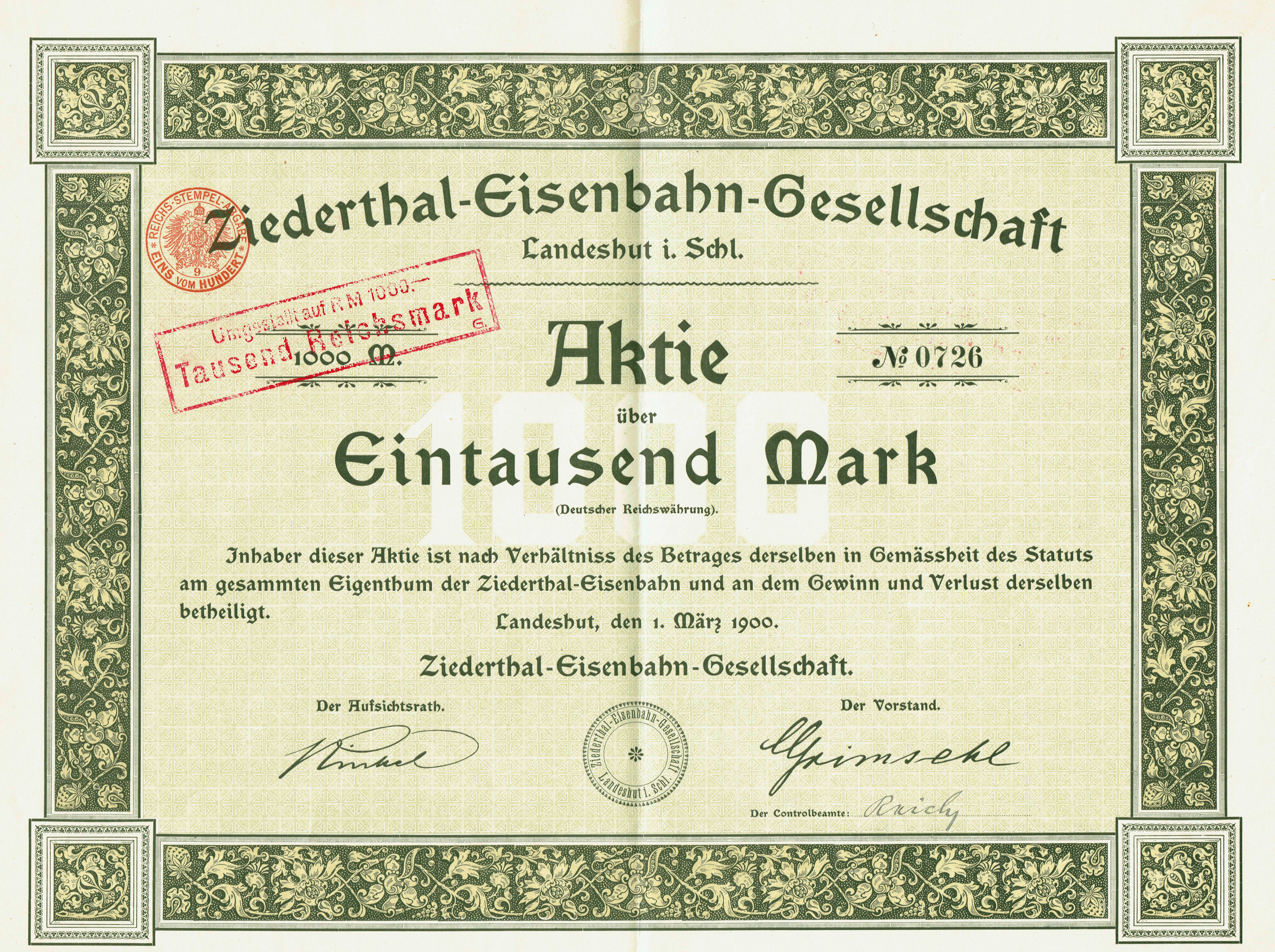
Aktie über 1000 Mark der Ziederthal-Eisenbahn-Gesellschaft vom 1. März 1900